# Ignacio Cosidó Gutiérrez
Ignacio Cosidó Gutiérrez (Salamanca, 31 de juliol de 1965) és un polític espanyol, que va exercir com a Director General de la Policia des del 2 de gener de 2012 fins al 18 de novembre de 2016. Va ser diputat i senador, en dues etapes.

## Biografia
Es va llicenciar en Ciències Polítiques en la Universitat Complutense de Madrid, es va doctorar en Història Contemporània per la UNED i es va llicenciar en Defensa Nacional en el Centre Superior d'Estudis de la Defensa Nacional. Va ser professor associat universitari en la Universitat Carles III de Madrid, en la Universitat Pontifícia de Comillas i en l'Institut Universitari Gutiérrez Mellado.
Va ser secretari general de les Joventuts Liberals i cap del Gabinet Tècnic de la Direcció general de la Guàrdia Civil. Va ser senador en la VIII Legislatura.
Va ser un col·laborador destacat del Grup d'Estudis Estratègics, un think-tank d'ideari neoconservador.
Va participar en les teories de la conspiració de l'11M.
Va ser diputat per Palència al Congrés en la IX i, breument, a la X Legislatura, així com portaveu d'Interior del Grup Parlamentari Popular al Congrés dels Diputats, distingint-se per les seves crítiques a Alfredo Pérez Rubalcaba, arribant Cosidó a implicar aquest últim en el cas Faisán.
Nomenat al desembre de 2011 (amb la victòria del PP a les generals de 2011 i la consegüent arribada a la presidència del Govern de Mariano Rajoy) com a director general del Cos Nacional de Policia (CNP), Cosidó va prendre possessió del càrrec el 2 de gener de 2012. Durant el seu mandat com a director del CNP, Cosidó va crear el 2012 la «Unidad de planificación Estratègica y Coordinación», de funcions incertes, més enllà d'una confusa definició genèrica, que va investigar polítics catalans o membres del seu entorn.
Amb el nomenament com a nou ministre d'Interior de Juan Ignacio Zoido al novembre de 2016, aquest últim va reestructurar els alts càrrecs de l'ministeri, cessant a Cosidó com a director general.
Al desembre de 2016, poc després del seu cessament com a director general de la Policia, Cosidó va tornar a la cambra alta, a l'ésser designat senador per les Corts de Castella i Lleó amb l'únic suport al parlament regional de el grup parlamentari popular (el que va fer necessària una segona ronda de votacions).
Després que Pablo Casado arribés a la presidència del Partit Popular (ara a la oposició després de la moció de censura contra Mariano Rajoy impulsada pel Grup Parlamentari Socialista) a l'estiu de 2018, el nou líder de PP va designar a Cosidó com a portaveu de el Grup Popular al Senat, on el partit tenia majoria absoluta.
Al novembre de 2018 un missatge de WhatsApp de Cosidó dirigit als seus correligionaris del grup popular al Senat es va fer públic. Cosidó explicava l'acord assolit tentativamente entre el PSOE i el PP per a la renovació del Consell General del Poder Judicial (CGPJ), posant en valor que el cos col·legiat encarregat de l'nomenament de jutges tindria al magistrat de tendència conservadora Manuel Marchena com a president, alhora que va emfatitzar que el PP mantindria la presidència per la «porta del darrere» de la Sala Segona del Penal del Tribunal Suprem (responsable de l'enjudiciament a parlamentaris i a membres de govern) i també presidiria la Sala 61 (responsable de la il·legalització de partits polítics).
Amb els rivals polítics demanant la seva dimissió, Cosidó va lamentar el to de l'missatge però va declinar la possibilitat de dimitir, declarant comptar amb el ple suport de l'líder del seu partit, Casado. Marchena va procedir llavors a renunciar a una candidatura per a la presidència dual del CGPJ i del Tribunal Suprem, i el PP va declarar trencada qualsevol possibilitat de reprendre negociacions amb el PSOE per la renovació del CGPJ mentre la ministra de Justícia Dolores Delgado no dimitís, perllongant d'aquesta manera el mandat de Carlos Lesmes.
El 23 de juliol de 2019 les Corts de Castella i Lleó no van renovar la seva designació, designant en el seu lloc al polític Javier Maroto. No obstant, al setembre de 2019 la Junta de Castella i Lleó va trobar un lloc per Cosidó com a «personal eventual».